# Lilies Handayani
Lilies Handayani (n. 15 aprilie 1965, Surabaya, Provincia Java de Est, Indonezia) este o arcașă ce a reprezentat Indonezia, medaliată olimpică. A participat la o ediție a Jocurilor Olimpice (1988) în care a câștigat o medalie de argint.

## Participări
Lista de mai jos prezintă principalele competiții la care a participat Lilies Handayani de-a lungul carierei.
- archery at the 1988 Summer Olympics – women's team[*]